# Népszabadság

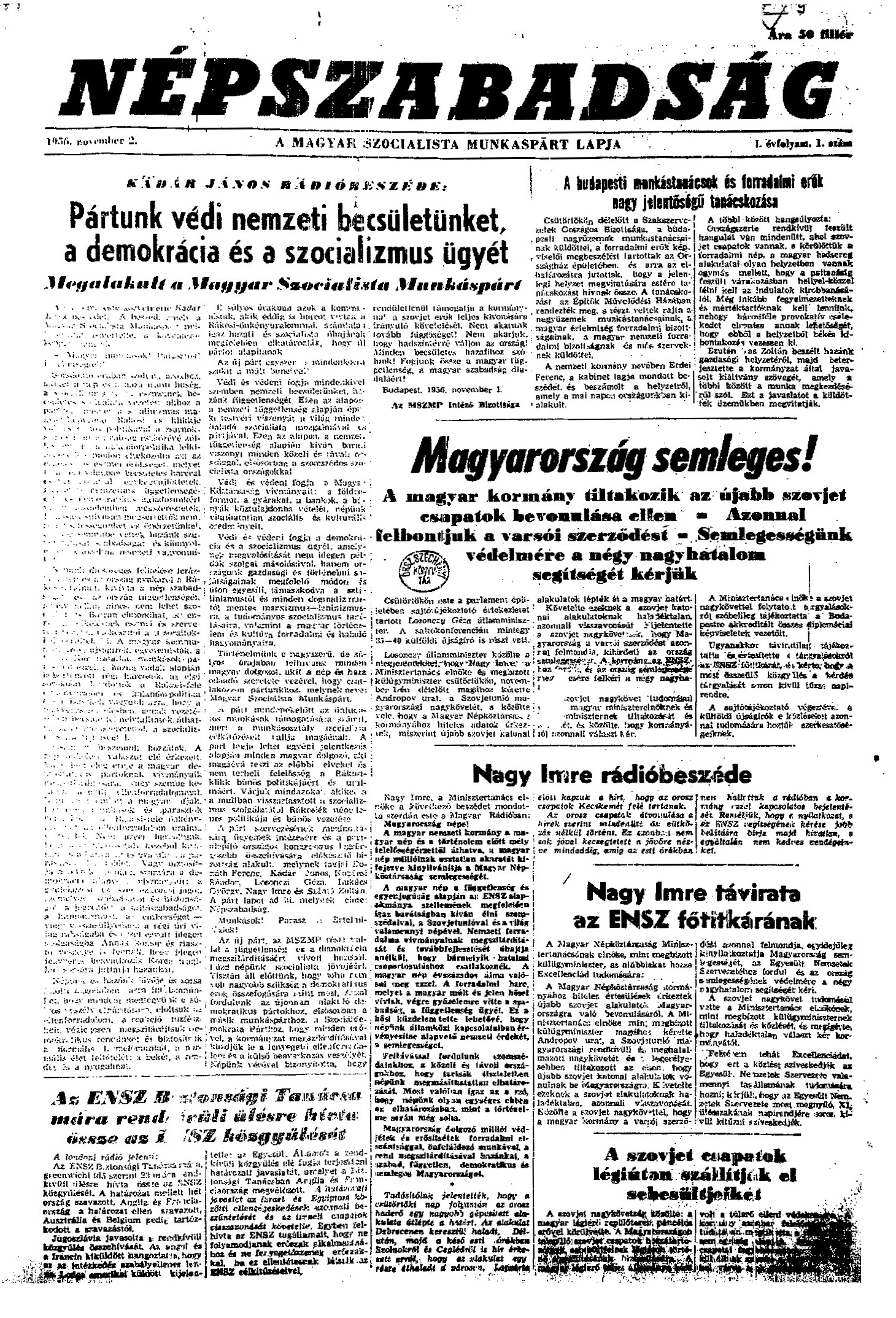
Первый номер «Népszabadság» от 2 ноября 1956 года объявлял о нейтралитете ВНР и приводил обращение Имре Надя.

«Не́псабадшаг» (венг. Népszabadság ([ˈneːpsɒbɒtʃaːɡ])  — «Народная свобода») — основная газета «левого» толка в Венгрии, просуществовавшая до 2016 года. Выходила в Будапеште на венгерском языке.

## История

### Главная партийная газета ВНР
Népszabadság была основана под названием «Szabad Nép» («Сабад неп», «Свободный народ») как орган Коммунистической партии Венгрии 1 февраля 1942 года. В 1948—1956 годах — центральный орган правящей Венгерской партии трудящихся.
Своё новое название получила 2 ноября 1956 года во время Венгерской революции, став ежедневным органом образованной вместо ВПТ её реформ-коммунистическим крылом Венгерской социалистической рабочей партии. Первым главным редактором этой газеты стал соратник Имре Надя Шандор Харасти, бежавший с ним в югославское посольство после советской интервенции; его в 1957 году сменил Дежё Немеш. Хотя после событий 1956 года тираж главной коммунистической газеты страны сократился на 110 тысяч экземпляров, при благополучном кадаризме 1960-х он опять активно начал расти.

### После смены режима
После падения коммунистического режима газета была приватизирована; собственниками стали немецкий концерн Bertelsmann AG (50 %), Фонд свободной прессы (Szabad Sajtó Alapítvány) при Венгерской социалистической партии (ВСП) (26 %), Первый венгерский инвестиционный фонд (16.8 %) и редакционная коллегия (6 %). В 2005 году газета была приобретена компанией Ringier. В 2014 году, после того, как венгерское антимонопольное ведомство предотвратило поглощение Ringier концерном Акселя Шпрингера, она была продана Vienna Capital Partners. ВСП продала свои акции в Mediaworks, созданном VCP компании-посреднике, в 2015 году.
Газета была близка к коалиции ВСП и Альянса свободных демократов, хотя подчас критиковала её правительства. В международных вопросах, как правило, поддерживала политику ЕС и США, однако время от времени выступали с критикой инициатив президента США Джорджа Буша-младшего о «демократии на экспорт».

### Конец издания
В июле 2014 года главным редактором был назначен Марсель Мураньи. Когда в мае 2015 года он ушел в отставку после предъявления обвинения в смертельном наезде на пешехода, его сменил его брат Андраш Мураньи.
Газета была внезапно закрыта её владельцем Mediaworks 8 октября 2016 года. Журналисты готовились к переезду в новый офис; однако, когда они покинули свои старые кабинеты, их не впустили на новое место работы, сообщив о приостановке выпуска издания и остановке сайта. Mediaworks объявила о том, что закрытие было бизнес-решением из-за финансовых убытков газеты.
Реальной причиной закрытия СМИ рассматривают давление со стороны правящей партии «Фидес». О предполагаемых встречах между премьер-министром Виктором Орбаном и главной Mediaworks Генрихом Печиной и обсуждении передачи Népszabadság сообщалось ещё в июне. Вопреки утверждениям владельцев о нерентабельности, как раз за последний год газета вышла из убытков и принесла прибыль в размере 130 млн форинтов (480 000 долларов США)
25 октября 2016 года стало известно, что газету приобрёл (и закрыл) близкий к Виктору Орбану венгерский олигарх Лоренц Месарош, член партии «Фидес» и один из богатейших людей страны. На протест против закрытия газеты собрались тысячи человек.

## Тираж
У Népszabadság был самый большой тираж из венгерских изданий до 2002 года, когда её обошёл бульварный таблоид Blikk и бесплатная газета Metropol. Так, еще во времена ВНР её ежедневный тираж составлял 800 тысяч экземпляров (1973), на 1989 год — 460 тысяч, но затем постепенно снижался, особенно резко упав в период между 2005 и 2010 годами. Несмотря на это, её тираж оставался выше, чем у всех остальных венгерских политических изданий. Таким образом, во время режима премьер-министра Виктора Орбана и его правоконсервативной партии «Фидес» она была крупнейшей оппозиционной газетой.
- 1989: 460 тыс.
- 1991: 327 тыс.
- 1993: 305 тыс.
- 1994: 300 тыс.[3]
- 1995: 285 тыс.
- 1998: 225 тыс.[15]
- 2000: 203 тыс.
- 2002: 195 тыс.
- 2003: 172 тыс.[16]
- 2009: 99,446[17]
- 2010: 70 тыс.
- 2011: 63 тыс.
- 2013: 46 тыс.
- 2016: 37 тыс.